# Platanthera tipuloides
Platanthera tipuloides là một loài thực vật có hoa trong họ Lan. Loài này được (L.f.) Lindl. miêu tả khoa học đầu tiên năm 1835.